# Phaneroptera phantasma
Phaneroptera phantasma är en insektsart som beskrevs av Steinmann 1966. Phaneroptera phantasma ingår i släktet Phaneroptera och familjen vårtbitare. Inga underarter finns listade i Catalogue of Life.